# Маккьягодена
Маккьягодена (итал. Macchiagodena) — коммуна в Италии, располагается в регионе Молизе, в провинции Изерния.
Население составляет 1961 человек (2008 г.), плотность населения составляет 58 чел./км². Занимает площадь 34 км². Почтовый индекс — 86096. Телефонный код — 0865.
Покровителем коммуны почитается святитель Николай Мирликийский, празднование в третье воскресение мая.

## Демография
Динамика населения:

## Администрация коммуны
- Официальный сайт: http://www.comune.macchiagodena.is.it/